# Friedrich Auerbach

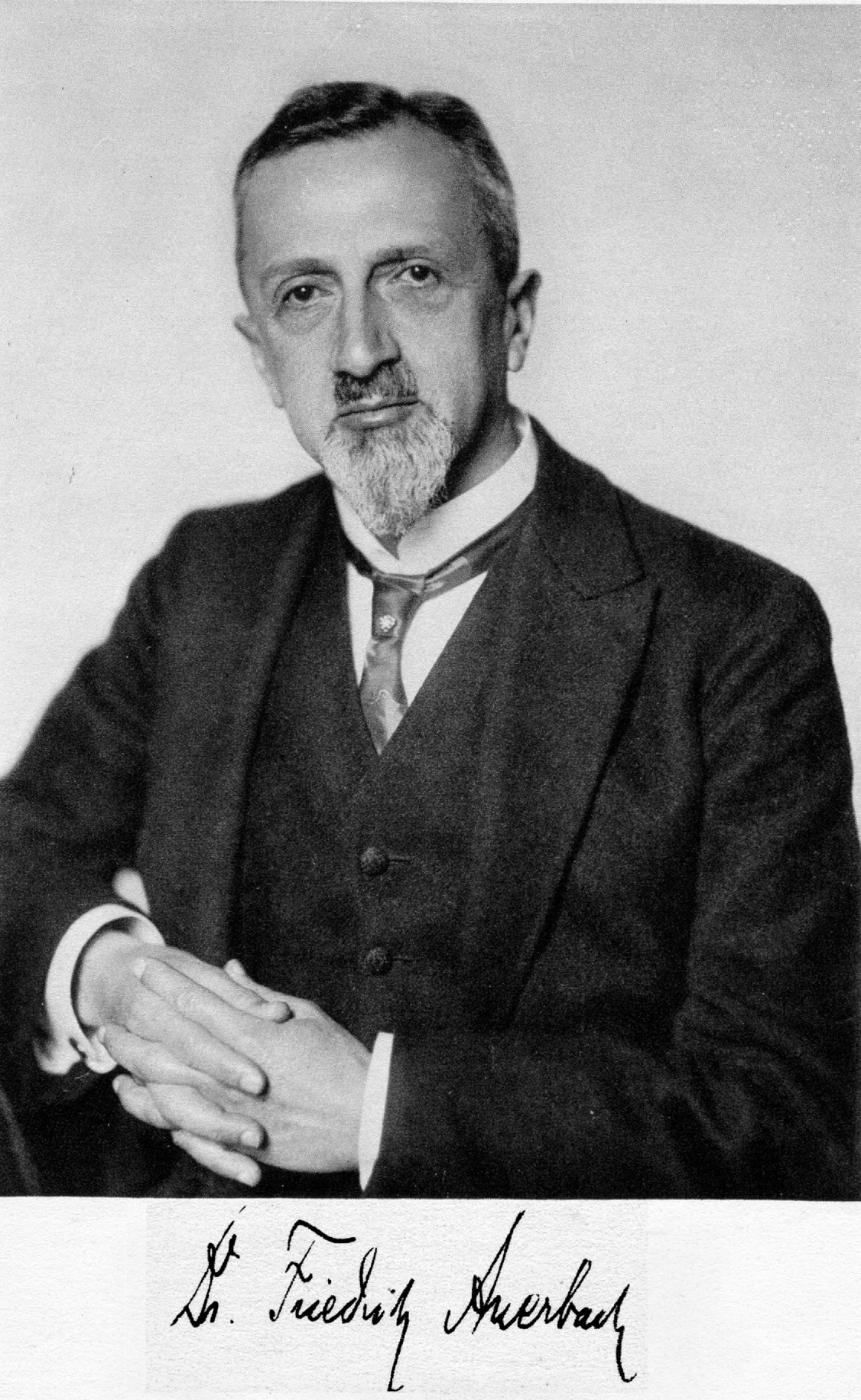
F. Auerbach in Berlin um 1922

Friedrich Auerbach (* 23. August 1870 in Breslau; † 4. August 1925 in Berlin) war ein deutscher Chemiker.

## Leben
Er war ein Sohn von Leopold Auerbach und besuchte wie sein älterer Bruder, Felix Auerbach, das Maria-Magdalenen-Gymnasium in Breslau, das er 1888 mit dem Abitur verließ. Durch seinen Vater, der zu Hause ein eigenes Labor unterhielt und engen Kontakt zu dem Physiologen Wilhelm Roux und dem Botaniker Ferdinand Cohn pflegte, war der berufliche Weg auch für Sohn Friedrich vorgezeichnet.
Fritz, wie er auch genannt wurde, studierte Chemie, Physik und Mathematik zunächst in Leipzig bei Johannes Wislicenus und Wilhelm Ostwald, dann in seiner Heimatstadt Breslau, wo er unter Albert Ladenburg sein Studium beendete. 1893 promovierte er summa cum laude mit der Arbeit Über ein neues Kollidin und eine neue Pipecolincarbonsäure. Von seiner Mutter, einer Pianistin, hatte er die Liebe zur Musik geerbt, die ihn sein Leben lang begleitet hat. Schon in jungen Jahren war er ein eifriger Cello-Spieler. Auerbach heiratete 1897 Selma Sachs; der Ehe entstammte eine Tochter: Charlotte Auerbach  emigrierte 1933 nach England, wo sie 1959 in Edinburgh eine Professur für Biologie erhielt. Als anerkannte Genetikerin wird sie „Mutter der chemischen Mutagenese“ genannt. Friedrich Auerbach starb mit 54 Jahren an einem Herzleiden und wurde auf dem Jüdischen Friedhof Berlin-Weißensee beigesetzt (Feld Q 4).

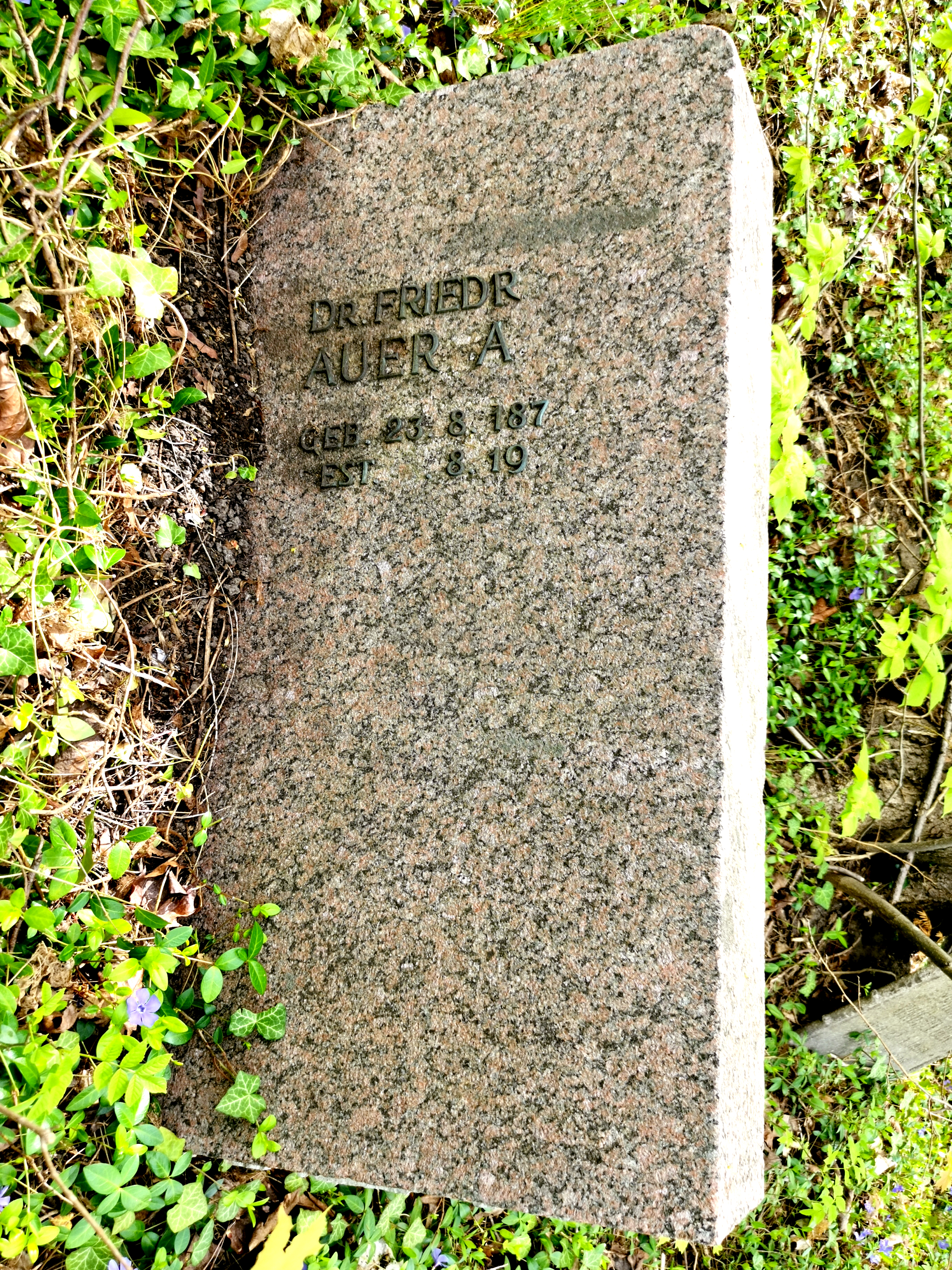
Grabstelle auf dem Jüdischen Friedhof Berlin-Weißensee

## Wirken
Nach einem Jahr als Privatsekretär bei Albert Ladenburg erhielt Auerbach 1894 eine Anstellung als Betriebsleiter bei einer Blaukali-Fabrik (Blaukali = Ferrocyankalium) in Edenkoben (Pfalz). 1898 wechselte Auerbach als Betriebsleiter zu einer Blaukali-Fabrik in Krefeld. 1903 kehrte er nach Breslau zurück und arbeitete bis 1904 im physikalisch-chemischen Laboratorium des fast gleichaltrigen Richard Abegg, Professor an der Technischen Hochschule Breslau. Mit seiner Arbeit Borsäure und arsenige Säure, eine Studie über Komplexbildung stellte er schon nach einem Jahr seine wissenschaftlichen Fähigkeiten wieder unter Beweis.
Theodor Paul, Direktor der Naturwissenschaftlichen Abteilung des Kaiserlichen Gesundheitsamtes in Berlin (ab 1918 Reichsgesundheitsamt), promovierter Pharmakologe und Arzt, der die Bedeutung der physikalisch-chemischen Methoden für seine Aufgaben erkannt hatte, wurde auf Auerbach aufmerksam und holte ihn 1904 in die Reichshauptstadt. Der Zustand des Schwefelwasserstoffs in Mineralquellen war dort eine seiner ersten Arbeiten. 1907 erhielt er einen Ruf an die Universität Zürich, wo er die Nachfolge von Georg Lunge antreten sollte; doch Auerbach lehnte ab. Bis zu seinem Tod im Jahre 1925 erschienen die Ergebnisse seiner Tätigkeit – auch zusammen mit anderen Wissenschaftlern – in den entsprechenden Jahrgängen der Arbeiten aus dem Kaiserlichen Gesundheitsamte (ab 1918 Reichsgesundheitsamt). Dazu gehören verschiedene Untersuchungen über Formaldehyd, über die Alkalität natürlicher kohlensäurehaltiger Wässer und Säfte, über Bleivergiftungen sowie über Nachweis und Bestimmung von Ameisensäure. Eine der letzten Arbeiten, an denen er maßgeblich beteiligt war, heißt Zur Theorie und Praxis der elektrometrischen Säuretitration.
In seinen freien Stunden arbeitete Auerbach an dem Handbuch der anorganischen Chemie, zu dem ihn Abegg 1908 als Mitherausgeber gewonnen hatte. Nach dem frühen Tod von Abegg im Jahre 1910 führte Auerbach die Redaktionsarbeit alleine weiter. Die Jahre des Ersten Weltkrieges und die Jahre danach erschwerten ihm diese Aufgabe sehr. Trotz großer Anstrengungen erlebte auch er nicht die Vollendung des vier Bände umfassenden Werkes. Der Nobelpreisträger Fritz Haber sagte über Friedrich Auerbach bei einer Tagung der Deutschen Chemischen Gesellschaft: „Auerbach gleiche einem Manne, der einen schwer bezwingbaren Berg erstiegen habe, den wir alle vor uns gesehen hätten, den zu erklimmen aber niemand den Mut und die Ausdauer gehabt hätte.“

## Schriften
- Zustand des Schwefelwasserstoffs in Mineralquellen. In: Zeitschrift für physikalische Chemie. Band 49, 1904, S. 217
- Richard Abegg, Friedrich Auerbach: Handbuch der anorganischen Chemie. 4 Bände. Leipzig 1908
- Friedrich Auerbach, Emma Bodländer: Zur Bestimmung von Glucose durch Oxydation mit Jod. In: Angewandte Chemie. Band 36, 1923, S. 602–607. doi:10.1002/ange.19230367703
- Theorie und Praxis der elektrometrischen Säuretitration. In: Zeitschrift für physikalische Chemie. Band 110, 1924, S. 65